# دوگانگی کلاسیک
دوگانگی کلاسیک (به انگلیسی: Classical dichotomy) در اقتصاد کلان، ایده‌ای است که به اقتصاد کلاسیک و پیش از کینزی نسبت داده می‌شود، طبق این ایده متغیرهای واقعی و اسمی را می‌توان جداگانه تحلیل کرد. به‌طور دقیق‌تر، می‌توان متغیرهای واقعی مانند نرخ بازده و نرخ بهره واقعی را بطور کامل و بدون در نظر گرفتن آنچه برای همتایان اسمی آنها یعنی ارزش پول خروجی و نرخ بهره اتفاق می‌افتد بطور کامل مورد تجزیه و تحلیل قرار داد. این بدان معناست که تولید ناخالص داخلی واقعی و سایر متغیرهای واقعی بدون اطلاع از میزان عرضه اسمی پول یا نرخ تورم قابل تعیین است. اگر در یک اقتصاد پول خنثی باشد، به این معنی که تنها روی قیمت تأثیرگذار باشد و نه متغیرهای واقعی دوگانگی کلاسیک را نشان می‌دهد.
دوگانگی کلاسیک به عنوان یک گزاره بلند مدت در تفکر برخی از اقتصاددانان پیش از کینزی (" پول به عنوان یک حجاب ") و امروزه در تئوری‌های کلاسیک جدید اقتصاد کلان یافت می‌شود. در اقتصاد کلان نئوکلاسیک، یک منحنی فیلیپس کوتاه مدت وجود دارد که با توجه به انتظارات عقلانی که به‌طور مداوم مورد بازبینی قرار می‌گیرند، به صورت عمودی تغییر می‌کند. به معنای دقیق‌تر، پول در کوتاه مدت خنثی نیست، یعنی دوگانگی کلاسیک را حفظ نمی‌کند، زیرا بنگاه‌ها تمایل دارند با تغییر عرضه خود به تغییرات قیمت و کمیت پول پاسخ دهند. با این وجود، از منظر کلاسیک‌ها پول می‌تواند در درازمدت خنثی باشد و زیرا هیچ ارتباطی بین قیمت‌ها و عملکرد واقعی اقتصاد کلان در سطح داده مشاهده نشده‌است. این دیدگاه پیامدهای جدی در سیاست اقتصادی دارد. در درازمدت، به دلیل دوگانگی، پول به عنوان ابزاری مؤثر در کنترل عملکرد اقتصاد کلان تصور نمی‌شود، در حالی که در کوتاه مدت بین قیمت و بازده (یا بیکاری) مبادله ای وجود دارد، اما با توجه به انتظارات عقلانی، دولت نمی‌تواند از آن سوءاستفاده کند تا بتواند یک سیاست اقتصادی ضداجتماعی ایجاد کند.
کینزی‌ها و پول‌گرایان دوگانگی کلاسیک را رد می‌کنند، زیرا استدلال می‌کنند که قیمت‌ها چسبنده هستند. یعنی، آن‌ها فکر می‌کنند قیمت‌ها در کوتاه‌مدت تعدیل نمی‌شوند، به طوری که افزایش عرضه پول تقاضای کل را بالا می‌برد و بنابراین متغیرهای کلان اقتصادی واقعی را تغییر می‌دهد. پساکینزی‌ها نیز به دلایل مختلف با تأکید بر نقش بانک‌ها در ایجاد پول، مانند تئوری مدار پولی، دوگانگی کلاسیک را رد می‌کنند.